# Muchammad Abdułłajew
Muchammad Abdułłajew (kirg. Мухаммад Абдуллаев; ur. 27 kwietnia 2002) – kirgiski zapaśnik walczący w wolnym.
Zajął jedenaste miejsce na igrzyskach azjatyckich w 2022. Siódmy na mistrzostwach Azji w 2025. Mistrz Azji U-23 w 2022 i 2025; trzeci w 2023. Trzeci na MŚ juniorów w 2021 i 2022 roku.